# Thwaitesia argenteoguttata
Thwaitesia argenteoguttata är en spindelart som först beskrevs av Albert Tullgren 1910.  Thwaitesia argenteoguttata ingår i släktet Thwaitesia och familjen klotspindlar.
Artens utbredningsområde är Tanzania. Inga underarter finns listade i Catalogue of Life.